# 바이올린 소나타 4번 (베토벤)
《바이올린 소나타 4번 가단조 작품번호 23》는 루트비히 판 베토벤에 의해 쓰여진 바이올린 소나타이다. 베토벤에게 있어서 바이올린 소나타의 전환기적인 작품으로, 베토벤의 첫번째 시기에 작곡된 것이지만, 하이든과 모차르트의 영향에서 벗어나 베토벤의 개성이 비로소 드러나기 시작하고 있다.

## 작곡
바이올린 소나타 4번과 5번은 1800년에서 1801년에 걸쳐 작곡되었다. 정확히 말하면 4번은 1800년 한 해 동안 작곡되고, 5번은 1800년에서 1801년에 걸쳐서 작곡된 것으로 추정된다. 극적인 분위기의 바이올린 소나타 4번은 동시에 작곡된 쾌활한 분위기의 "봄 소나타"(바이올린 소나타 5번)와 대조를 이룬다. 하지만, 두 작품 모두 당시까지 익숙했던 캐쥬얼 음악 수준의 베토벤 바이올린 소나타에서 벗어나고 있다.

## 출판 및 헌정
첫 세 개의 소나타가 아스트리아를 통해 출판되고 나서 2년 후인 1802년 라이벌 회사였던 타르퀴니오 몰로는 베토벤의 새로운 소나타 4번과 5번을 출판했다. 이는 베토벤이 1790년대를 통해 그의 숙련으로 독특한 음색을 위해 발전시킨 견고한 고전적 선의로부터의 눈에 띄는 진전을 함께 표시한다.
처음에 소나타 4번은 5번과 함께 작품 번호 23으로서 출판되었다(1801년 10월). 베토벤은 4번과 5번을 음양의 쌍으로 생각하고 있었다. 작품 번호가 23과 24로 구분이 된 것은 불분명한 이유(그것은 두 작품의 상반된 분위기 때문일 수도 있다. 4번 가단조는 어두운 분위기와 격정적인 선율이 특징적인 반면, 5번 바장조는 "봄 소나타"라는 부제처럼 부드럽고 밝은 상반된 분위기를 갖고 있기 때문이다.)로 인해서 "봄 소나타”의 바이올린 파트보가 출판사에 의해 일반적인 세로 형식이 아닌 가로 형식으로 인쇄되었을 때 이루어 진 것으로 추정된다. 다른 형식으로 인쇄가 되었다는 것은 많은 구매자의 희망에 따른 것 일 수 있으므로 두 개의 소나타가 함께 묶일 수 없다는 것을 의미했다. 이에 따라 타크퀴니오 몰로는 1802년 초 두 개의 소나타를 Sonate pour pianoforte avec un violon ("바이올린이 있는 피아노포르테를 위한 소나타")라는 제목으로서 연결되지 않은 작품으로 재출판했으며, 그것들에게 별도의 작품 번호 23과 24를 부여했다.
불쾌하지 않았어야 할 헌정자(모리츠 폰 프리스 백작)에게는 단 한 개가 아닌 두 개의 작품 번호가 바쳐졌다. 프리스 백작은 그의 후원자로, 현악 오중주 작품번호 29와 교향곡 7번의 헌정자이기도 했다.

## 반응
첫 세 개의 소나타와는 달리 소나타 4번과 5번은 출판과 함께 평론가들로부터 호평을 받았다. 일반음악신문은 그것들을 "베토벤이 쓴 최고의 작품"이라고 묘사했다.
"베토벤이 쓴 최고의 작품 중 하나로 꼽힙니다. 즉, 현재에 쓰여진 최고의 작품 중 하나임을 의미합니다." 

– Allgemeine musikalische Zeitung ("일반음악신문"), 1801년 10월
"베토벤이 쓴 최고의 작품입니다. 즉, 그것들이 가장 쓰여진 작품들 중 하나라는 것입니다. 작곡가의 독창성, 불같고 대담한 정신 … 이제 점점 더 분명해집니다." 

– Allgemeine musikalische Zeitung ("일반음악신문"), 1802년 5월
오늘날 바이올린 소나타 4번 작품 번호 23은 "봄 소나타"(바이올린 소나타 5번 작품 번호 24)의 그늘에 가리워져 있다.

## 악장 구성
이 작품은 세 개의 악장으로 구성되어 있다. 연주 시간은 평균적으로 20분 정도가 소요된다.

### 제1악장.프레스토 (가단조)
6/8 박자, 소나타 형식
이 악장은 전개부에서 8개의 고요한 바장조 마디를 제외하고는 전체적으로 단조 모드로 유지된다. 이 모든 것은 상향으로 나선형을 그리는 여분의 작은 선율과 대조되는 엄숙하고 격렬한 주제로 시작된다. 두 주제 모두 타란텔라와 같은 리듬에 의해 추진되며, 악장이 진행되는 동안 거의 절대 수그러들지 않는다. 사실, 이것은 궁극적으로 두 번째 주제를 전개부 중간에서 새로운 주제처럼 보이게 만든다. 과감하게 요약된 재현부는 간단하게 마무리 된다.

### 제2악장.안단테 스케르초, 피우 알레그레토 (가장조)
2/4 박자, 소나타 형식
스케르초와 느린 악장의 조합을 보여준다. 첫 주제는 대칭적인 반쪽을 통해 발끝으로 상큼상큼 걷다가 그 자체로 섬세한 푸가토 변주곡을 선보인다. 마침내 본격적인 두 번째 주제가 일단 피아노에서, 그리고 나서 바이올린에서 트릴의 푸가로서 나타난다. 베토벤은 이 모든 재료를 신중한 전개부에 맡기고, 그의 후기 스케르초를 표시할 거친 전시에 결코 탐닉하지 않았다. 그는 여기서 훨씬 더 미묘하고 복잡하다. 베토벤은 푸가토의 스타카토 대주제(大主題)를 트릴된 주제의 반주로 되살리기 위해 노력하며, 그가 새로운 푸가를 시작할 것이라고 호기심을 돋우듯 제안한다. 대신에 그는 단지 악장의 주제들을 간결하게 다시 말할 뿐이다.

### 제3악장.알레그로 몰토 (가단조)
2/2 박자, 론도
론도 피날레인 알레그로 몰토는 몇 번의 재현부에서 거의 변하지 않는 동요된 단조 모드 주제로 짜여져 있다. 가장조에서 첫 번째의 대조를 이루는 섹션은, 베토벤이 "봄 소나타"에서 코믹 효과를 높이기 위해 사용하는 각각의 다른 장치와 더불어 베토벤이 바이올린과 피아노를 서로 동기화 하지 않는 게 아니라고 하면 환영할 만한 안도감을 줄 것이다. 두 번째와 세 번째의 대조 섹션은 더 편안한 장조 모드 에피소드로, 이제는 속임수가 없지만, 곧 퉁명스럽고 우울한 제스처로 마무리 하는 황량하고 불안정한 기본 모티프에 의해 곧 중단된다.

## 같이 보기
- 베토벤의 바이올린 소나타

## 참고 문헌
- CD 박스 세트 베토벤, 슈만, 브람스-바이올린 소나타와 함께 제공되는 소책자. 도이치 그라모폰 프로덕션 (유니버설), 2003.
- Harenberg 문화 가이드 실내악. Brockhaus, Mannheim 2008, ISBN 978-3-411-07093-0
- Jürgen Heidrich : 바이올린 소나타에서 : 베토벤 설명서. Bärenreiter, Kassel 2009, ISBN 978-3476021533. 466-475 쪽.
- “바이올린과 피아노를 위한 소나타 4번 설명”. 《Allmusic》 (영어). 2020년 12월 27일에 확인함.